# Friderich Adolf Trendelenburg

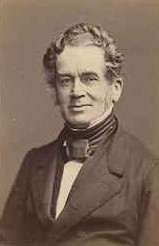
Friderich Adolf Trendelenburg

Friedrich Adolf Trendelenburg (Eutin, 30 de novembro de 1802 - Berlim, 24 de janeiro de 1872) foi um filósofo e filólogo alemão. Ele propôs uma filosofia que ele mesmo chamou de "visão de mundo orgânica" (em alemão, organische Weltanschauung), que foi modelada na filosofia de Aristóteles.

## Ensino
Ele ensinou por quase quarenta anos. Seu método de ensino foi estimado por Søren Kierkegaard, que o considerou um importante e sóbrio filólogo. 
Em 1865, ele discutiu com Kuno Fischer sobre a interpretação da doutrina kantiana do espaço em Kuno Fischer und sein Kant (1869), ao qual Fischer respondeu com Anti-Trendelenburg (1870).

## Filósofo
A forma de filosofar de Trendelenburg foi sempre condicionada pelas figuras de Platão e Aristóteles, que ele considerava uma ampla base para formular as teorias do idealismo. Por causa disso, sua visão pode ser considerada uma versão moderna do aristotelismo. Ao negar a possibilidade de um método e filosofia absolutos - como Hegel e outros sustentavam - Trendelenburg era um idealista no sentido antigo ou platônico; toda a sua obra foi dedicada à manifestação do ideal no real. Crítico da filosofia contemporânea, sua obra marcou o declínio do hegelianismo na Universidade de Berlim.

## Publicações
- Platonis de ideis et numeris doctrina ex Aristotele illustrata, 1826 (dissertação de doutorado) digitalizada
- Elementa logices Aristoteleae, 1837 (9. ed. 1892) (Sammlung griechischer Textstellen mit lateinischer Übersetzung) digitalizada
- De Platonis Philebi consilio, Berlim 1837.
- Logische Untersuchungen, 1840. Volume 1; Volume 2. Terceira edição aumentada, 1870. Volume 1; Volume 2.
- Erläuterungen zu den Elementen der aristotelischen Logik, 1842 (3. ed. 1876) (Google Books)
- Raphaels Schule von Athen, Berlim 1843.
- Die logische Frage in Hegel’s System. Zwei Streitschriften, Leipzig 1843. (com Friedrich Altenstein) (digitalizada)
- Historische Beiträge zur Philosophie, drei Bände, 1846, 1855 und 1867
  - Geschichte der Kategorienlehre (in Volume I) (Google Books)
  - Über den letzten Unterschied der philosophischen Systeme (Volume II) Google Books)
  - Über Spinozas Grundgedanken und dessen Erfolg, 1850 (Volume II) (Google Books)
  - Herbarts praktische Philosophie und die Ethik der Alten, 1856 (Volume III) (Google Books)
- Die sittliche Idee des Rechts, 1849 (Google Books)
- Leibniz und die philosophische Thätigkeit der Akademie im vorigen Jahrhundert, Vortrag 1852. (digitalizada)
- Über Herbarts Metaphysik und die neuen Auffassungen derselben, 1853 (Google Books)
- Über Leibnizens Entwurf einer allgemeinen Charakteristik, 1856 (digitalizada)
- Die überkommene Aufgabe unserer Universität: Rede gehalten am 3. August 1857 (Google Books)
- Friederich der Grosse und sein Staatsminister Freiherr von Zedlitz. Eine Skizze aus dem preussischen Unterrichtswesen. (digitalizada)
- Naturrecht auf dem Grunde der Ethik, Leipzig 1860 (2. ed. 1868) (Google Books)
- Zur Erinnerung an Johann Gottlieb Fichte, palestra de 1862. (digitalizada)
- Kuno Fischer und sein Kant: Eine Entgegnung, 1869 (Google Books)
- Lücken im Völkerrecht, 1870 (digitalizada)
- Kleine Schriften, 1871. 1. Parte; 2. Parte.
- Zur Geschichte des Wortes Person. Ensaio póstumo de Adolf Trendelenburg. Apresentado por Rudolf Eucken. Kant-Studien 13. Volume, 1908, S. 1‒17.
- Der Zweck. Editado e fornecido com uma introdução e notas de Georg Wunderle. Schöningh, Paderborn 1925
- Ethische Untersuchungen: Genetisch-kritische Fragmentedition. Editado por Christian Biehl. Exempla critica 5. De Gruyter, Berlim/Boston 2022